# Stufentarif
Der  Stufentarif bezeichnet in der Finanzwissenschaft und in der Steuerlehre einen progressiv verlaufenden Steuertarif, bei dem eine der Kenngrößen Grenzsteuersatz, Steuerbetrag oder Durchschnittsteuersatz nicht linear ansteigt, sondern in Stufen verläuft. Entsprechend den drei Kenngrößen gibt es auch drei Ausprägungen eines Stufentarifs.

## Stufengrenzsatztarif

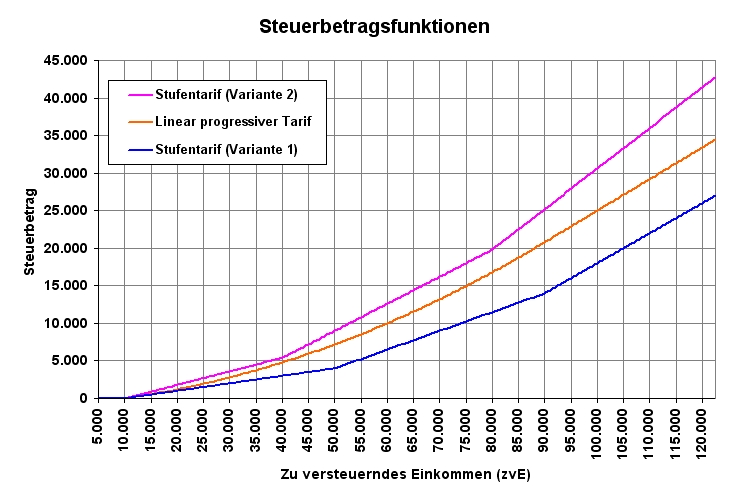
Vergleich der Steuerbetragsfunktionen von zwei Varianten des Stufentarifs mit einem linear-progressiven Steuertarif (allgemeine Beispiele)

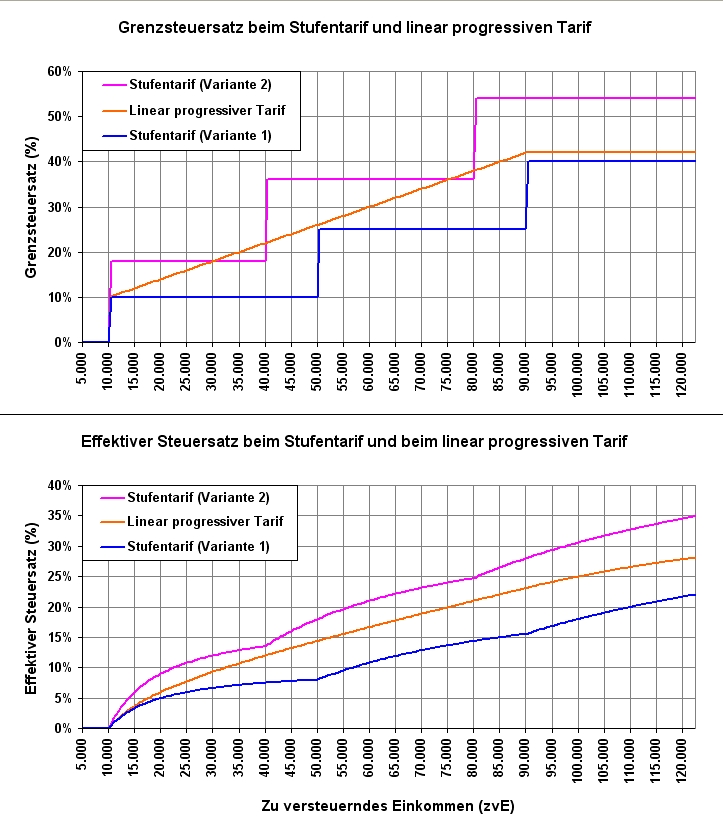
Vergleich des Verlaufs der Steuersätze von zwei Varianten des Stufentarifs mit einem linear-progressiven Steuertarif (allgemeine Beispiele)

Im Stufengrenzsatztarif wird der Grenzsteuersatz nach Einkommensstufen angehoben.
Ab der angegebenen Einkommensgrenze wird jeder hinzuverdiente Euro mit einem höheren Grenzsteuersatz belegt. Der Teil des Einkommens, der innerhalb der vorhergehenden Stufe liegt, wird weiter mit dem dort geltenden niedrigeren Grenzsteuersatz besteuert. Der jeweilige Satz ist also nur für den entsprechenden Einkommensanteil gültig.
Der Steuerbetrag (Euro) entspricht der Fläche unterhalb der treppenförmigen Linie für den Grenzsteuersatz, die durch die Grenzen Grundfreibetrag und individuelles Einkommen bestimmt wird. In der oberen Grafik ist zu erkennen, dass der Steuerbetrag bei den dargestellten beiden Varianten für den Stufentarif (blau und magenta) innerhalb der Tarifzonen jeweils linear steigt. Die Gerade wird jedoch von Stufe zu Stufe steiler.
Die prozentual zu zahlende Einkommensteuer in Abhängigkeit vom Einkommen steigt auch bei einem Stufentarif nicht in Stufen. Dies ist in der unteren Grafik als Durchschnittsteuersatz dargestellt. Diese Kurve besitzt jedoch eine gewisse „Welligkeit“ an den Übergangsstellen zwischen den Stufen.
Beispiel Variante 1
Dieses Beispiel entspricht der blauen Kurve in den Grafiken.
```
0 % für Einkommensanteile bis 10.000 € (
Grundfreibetrag
)
10 % für Einkommensanteile zwischen 10.001 € und 50.000 €
25 % für Einkommensanteile zwischen 50.001 und 90.000 €
40 % für Einkommensanteil über 90.000 €
```

Ein Arbeitnehmer, der 24.000 € (als zu versteuerndes Einkommen) verdient, würde für die ersten 10.000 € nichts bezahlen (Grundfreibetrag), für den Rest (14.000 €) würde er 10 % an Steuern abführen.
```
14.000 * 10 % = 1.400 (Steuer zu zahlen) 

1.400(Steuern) / 24.000(Einkommen) * 100 % = 5,8 % Durchschnittsteuersatz
```

Der Durchschnittssteuersatz ist hier mit 5,8 % deshalb niedriger als der Grenzsteuersatz der ersten Stufe, weil der Grundfreibetrag das zu versteuernde  Einkommen mindert. Das ist jedoch keine spezielle Eigenschaft des Stufentarifs, sondern es ist beim linear progressiven Tarif genauso.
Beispiel Variante 2
Dieses Beispiel entspricht der magenta-farbigen Kurve in den Grafiken.
```
0 % für Einkommensanteile bis 10.000 € (
Grundfreibetrag
)
18 % für Einkommensanteile zwischen 10.001 € und 40.000 €
36 % für Einkommensanteile zwischen 40.001 und 80.000 €
54 % für Einkommensanteil über 80.000 €
```

Ein Arbeitnehmer, der 48.000 € (als zu versteuerndes Einkommen) verdient, würde für die ersten 10.000 € nichts bezahlen (Grundfreibetrag). Für den Anteil bis zu 40.000 € (30.000 €) müsste er 18 % an Steuern abführen, und für den Rest (8.000 €) würde er 36 % an Steuern zahlen.
```
30.000 * 18 % = 5.400 

 8.000 * 36 % = 2.880 

insgesamt sind das 8.280 (Steuer zu zahlen)

8.280(Steuern) / 48.000(Einkommen) * 100 % = 17,3 % Durchschnittsteuersatz
```

Wenn der Stufengrenzsatztarif nur aus einer einzigen Stufe mit einem konstanten Steuersatz auf das über 10.000 Euro hinausgehende Einkommen besteht, so handelt es sich um einen proportionalen Tarif (englisch: Flat Tax) mit Grundfreibetrag. Vermehrt man dagegen die Anzahl der Stufen und vermindert zugleich deren Höhe, so nähert sich der Verlauf einem linear-progressiven Tarif.

## Stufenbetragstarif

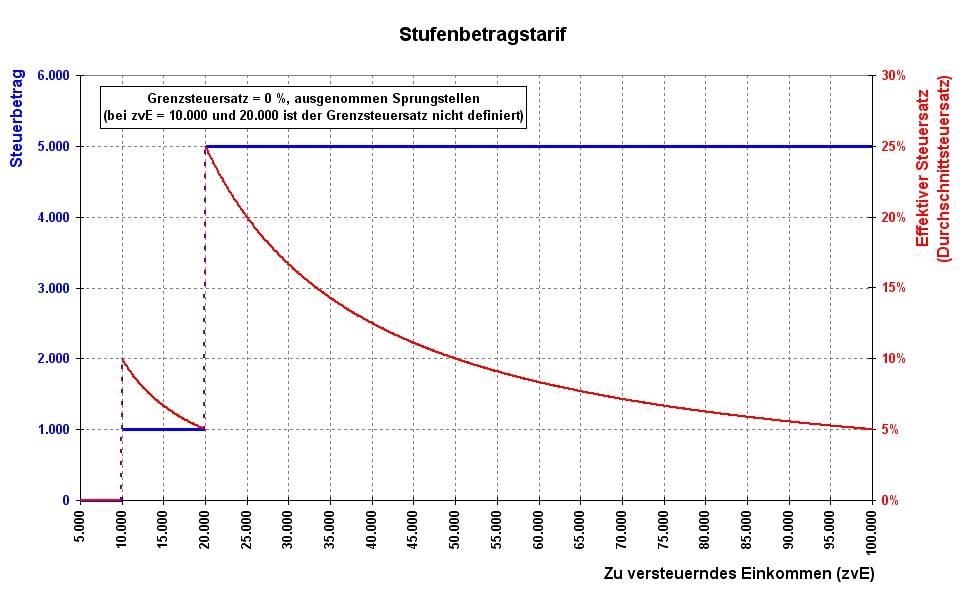
Beispiel für einen Stufenbetragstarif

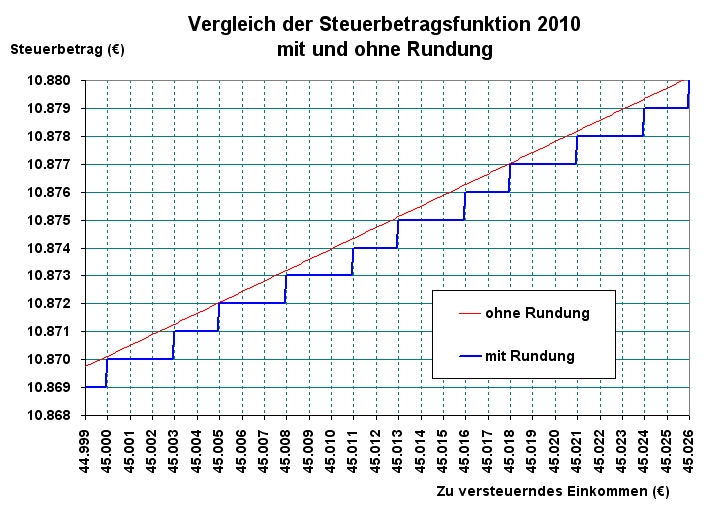
Entstehung von Betragsstufen durch Rundung

Im Stufenbetragstarif erfolgt die Berechnung der Einkommensteuer getrennt nach Stufen. Anders als im Stufengrenzsatztarif wird die Steuer hier allerdings nicht prozentual berechnet, sondern ein fixer Steuerbetrag wird abhängig von fixen Einkommensstufen fällig.
Beispiel
Einkommen ≤ 10.000 €  Steuer = 0 € (Grundfreibetrag)

10.000 < Einkommen ≤ 20.000 €  Steuer = 1.000 € 

Einkommen > 20.000 €  Steuer = 5.000 €
Beim Stufenbetragstarif verläuft der Durchschnittsteuersatz degressiv, er sinkt also mit steigendem Einkommen. Das Bild zeigt die innerhalb der einzelnen Stufen konstanten Steuerbeträge als blaue Linie. Dementsprechend ergibt sich die rote Kurve für den Durchschnittsteuersatz. Der Grenzsteuersatz ist innerhalb der Stufen gleich Null, weil der Steuerbetrag konstant ist.
Wenn der Stufenbetragstarif nur aus einer einzigen Stufe besteht, so handelt es sich um die sogenannte Kopfsteuer oder Kopfpauschale, bei der alle Steuer- oder Beitragspflichtigen unabhängig vom Einkommen den gleichen Geldbetrag zahlen.
Ein Stufenbetragstarif kann auch durch eine Rundungsregel entstehen. Hierbei wird das maßgebliche Einkommen zunächst auf volle Beträge gerundet, bevor die Steuer berechnet wird. Dadurch bleibt der zu zahlende Betrag in einem bestimmten Einkommensbereich konstant. So gab es bei der Einkommensteuer in Deutschland bis einschließlich 2003 Rundungsregeln, mit denen das zu versteuernde Einkommen auf volle 36 Euro oder auf volle 54 DM abgerundet werden musste. Dabei konnte es zum Effekt der Reihenfolgeumkehr kommen. Daher wurden diese Rundungsregeln ab dem Jahr 2004 abgeschafft und durch die einfache Abrundung auf volle Euro ersetzt. Dadurch sind die Betragsstufen sehr klein, weshalb sich der Effekt praktisch nicht auswirkt. Die entsprechende Breite der Stufen liegt nur noch zwischen 2 und 5 Euro Jahreseinkommen (siehe Grafik).

## Stufendurchschnittstarif

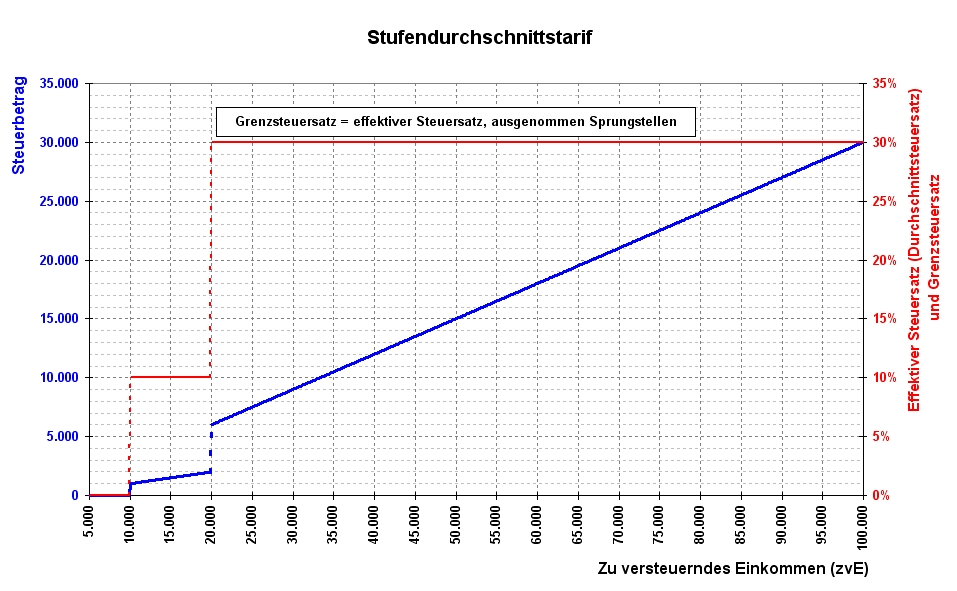
Beispiel für einen Stufendurchschnittstarif

Im Stufendurchschnittstarif oder Stufendurchschnittssatztarif erfolgt die Berechnung der (Einkommen-)Steuer getrennt nach Stufen. Anders als im Stufenbetragstarif wird die Steuer hier prozentual berechnet, wobei immer das gesamte Einkommen als Grundlage der Berechnung dient. Auch hier kann es zum Problem der Reihenfolgeumkehr kommen.
Innerhalb einer Stufe sind Grenzsteuersatz und Durchschnittsteuersatz gleich groß.
Beispiel
Einkommen < 10.000 €  Steuersatz = 0 %

Einkommen < 20.000 €  Steuersatz = 10 %

Einkommen > 20.000 €  Steuersatz = 30 %
Dieser Tarif wird beispielsweise in der deutschen Erbschaftssteuer unter der Bezeichnung Vollmengenstaffeltarif angewendet. Um das Problem der Reihenfolgeumkehr zu vermeiden, gibt es dort eine Härtefallregelung.

## Reihenfolgeumkehr
Reihenfolgeumkehr bedeutet, dass jemand brutto mehr, aber netto weniger verdient als eine Vergleichsperson. Dieser Effekt würde sowohl beim Stufenbetragstarif als auch beim Stufendurchschnittstarif eintreten: Der Nettobetrag im Bereich des oberen Rands einer Stufe ist größer als im Bereich des unteren Rands der nächsten Stufe bei größerem Bruttobetrag. Bedingt durch den "Sprung" wird ein sehr viel höherer Steuerbetrag von einem nur geringfügig höheren Bruttobetrag abgezogen. An den Sprungstellen divergiert der Grenzsteuersatz gegen unendlich.
Beispiel zum Stufenbetragstarif
Ein Bruttoeinkommen von 19.000 € wird nach dem obigen Stufenbetragstarif mit einem pauschalen Steuerbetrag von 1.000 € belastet. Somit beträgt das Nettoeinkommen 18.000 €.

Nun erhöht sich das Bruttoeinkommen auf 21.000 €. Nach dem Stufenbetragstarif wird jetzt eine Steuer von 5.000 € fällig. Das Nettoeinkommen vermindert sich auf 16.000 €, obwohl der Bruttobetrag gestiegen ist.
Eine solche Besteuerung ist offensichtlich nicht vermittelbar. Steuerpflichtige werden natürlich versuchen, Einkommenssteigerungen zu vermeiden, die sie knapp über den nächsten Schwellenwert bringt.
Beispiel zum Stufendurchschnittstarif
Ein Bruttoeinkommen von 19.000 € wird nach dem Stufendurchschnittstarif mit einem Durchschnittsteuersatz von 10 % belastet. Somit beträgt das Nettoeinkommen 17.100 €.

Nun erhöht sich das Bruttoeinkommen auf 21.000 €. Nach dem Stufendurchschnittstarif wird jetzt eine Steuer von 30 % fällig. Das Nettoeinkommen vermindert sich auf 14.700 €, obwohl der Bruttobetrag gestiegen ist.
Auch ein solcher Tarif ist offensichtlich nicht vermittelbar. Die deutsche Erbschaftsteuer verwendet deshalb einen modifizierten Stufendurchschnittstarif, bei dem die Reihenfolgeumkehr mit einer Härtefallregelung abgemildert wird.

## Anwendung
In folgenden Staaten wird ein Stufentarif verwendet: 

- Österreich
- Australien
- Großbritannien
- Niederlande
- Vereinigte Staaten
- Neuseeland

Auch im geltenden deutschen Einkommensteuertarif gibt es seit 2007 eine Stufenkomponente in Form der Tarifzone 5 (Proportionalzone 2). Die deutsche Erbschaftsteuer arbeitet mit einem modifizierten Stufentarif, wobei der jeweilige Steuersatz auf den gesamten Betrag des Vermögenswertes angewendet wird.